# Marc Striednig
Marc Striednig (* 27. Februar 2006 in Salzburg) ist ein österreichischer Fußballspieler.

## Karriere

### Verein
Striednig begann seine Karriere beim FC Red Bull Salzburg. In Salzburg durchlief er ab der Saison 2020/21 dann auch sämtliche Altersstufen in der Akademie. Zur Saison 2024/25 rückte er in den Kader des Farmteams FC Liefering.
Sein Debüt in der 2. Liga gab er im September 2024, als er am siebten Spieltag jener Saison gegen den SV Horn in der 64. Minute für Valentin Sulzbacher eingewechselt wurde.

### Nationalmannschaft
Striednig debütierte im November 2023 gegen Finnland für die österreichische U-18-Auswahl. Im September 2024 spielte er erstmals im U-19-Team.